# 아이카와 료지
아이카와 료지(일본어: 相川 亮二, 1976년 7월 11일 ~ )는 일본의 前 프로 야구 선수이며 야구지도자이다. 현재 요코하마 DeNA 베이스타스 1군 배터리 코치를 맡고 있다.

## 인물

### 프로 입단 전
형의 영향으로 5살 때부터 야구를 시작하여 초등학교 2학년 때 리틀 야구 리그에서 활약을 했고, 중학교 시절에는 투수, 고등학교 입학 후에는 수비 보직은 외야수였지만 고교 2학년 때 사회인 야구팀의 감독으로부터 강한 어깨를 살리기 위해 포수로 전향하라는 권유를 받아 3학년때부터 포지션을 포수로 바꿔 활약을 했다. 다리도 빠르고 3학년 봄부터는 1번·포수로서 활약했다.
고교 시절 통산 152개의 안타를 기록하여 여름의 열린 지바현 야구 대회에서 팀은 8강에 진출했지만 아이카와 본인은 기대에 미치지 못한 성적을 기록하는 등 포수로서의 경험은 부족한 듯 싶었다. 고교 졸업 후 1994년 프로 야구 드래프트 회의에서 요코하마 베이스타스로부터 5순위로 지명받아 입단, 다무라 히토시와 후쿠모리 가즈오는 입단 동기이다.

### 요코하마 베이스타스 시절

#### 1995년 ~ 2001년
입단 이후 2군에서 오랫동안 선수 생활을 했고, 5년 후인 1999년 8월 21일에 1군으로 본격 합류하면서 정규 경기인 야쿠르트 스왈로스전에 출전, 이후 9월 3일의 한신 타이거스전에서 1군 데뷔 후 첫 안타를 기록했다. 이듬해 2000년에는 당시 팀의 주전 포수인 다니시게 모토노부가 전력에서 이탈하고 있던 8월 25일 요미우리 자이언츠전에서는 상대 투수인 구와타 마스미로부터 끝내기 안타를 때려내는 등 서서히 두각을 나타내기 시작했다.
모리 마사아키 감독이 취임한 2001년에는 주로 대타로서 출전하였지만 그 해 5월 3일에는 아이카와의 고교 1년 후배인 야쿠르트의 이시이 히로토시로부터 첫 홈런을 기록했다. 시즌 종료 후 한 번은 등번호가 25번으로 변경되는 것이 결정되면서 “변경한다면 한 자릿수”라는 아이카와 본인의 강한 희망으로 25번이라고 쓰여진 유니폼을 입는 일도 없이 59번으로 돌아왔다.

#### 2002년
다니시게가 주니치 드래건스로 이적하면서 주전 포수 후보로 기대되었지만, 갑작스런 다리 부상 때문에 주춤거리는 등 이후 주니치에서 요코하마로 입단한 나카무라 다케시가 주전 포수로 낙점되기도 했다.

#### 2003년
나카무라와의 병용이 계속되었지만 5할 대에 가까운 도루 저지율을 기록했는데 감독이나 코치진들로부터 호된 질책을 받는 일이 계속되면서 뚜렷한 결과를 남기지 못할 정도의 슬럼프에 빠지는 등 한때 심리적으로 위축되던 시기도 있었다. 그 해 2003년부터 배터리 코치로 취임한 후쿠다 이사오는 그런 아이카와에 대해서 투구를 포함한 포수로서의 기초 기술에 대한 지도를 실시했다.

#### 2004년
시즌 중에 아테네 올림픽의 일본 국가대표팀 선수로 발탁되어 출전 기회는 별로 없었지만 팀의 일원으로서 동메달을 획득했다. 귀국한 이후에는 호조인 타격을 발휘하여 나카무라의 부진도 있어 데뷔 후 처음으로 100경기 이상(102경기) 출전하는 등 세 자릿수 출장 기록을 세웠다.

#### 2005년
개인 최다 기록인 144경기에 출전했고 동시에 팀도 4년 만에 A클래스 진입에 성공, 팀 평균 자책점도 리그 2위에 랭크되는 등 투수진을 끌어들이면서 팀내 주전 포수로서의 무난한 시즌을 보냈다.

#### 2006년

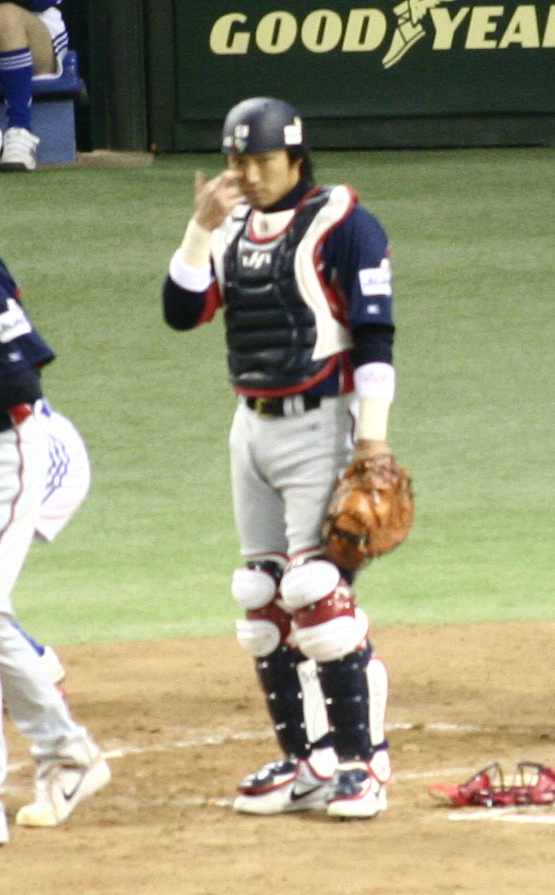
2006년 월드 베이스볼 클래식 일본 대표팀 시절의 아이카와

이듬해 2006년 월드 베이스볼 클래식의 일본 국가대표팀 선수로 발탁되어 출전하였고, 같은 해 2006년부터 2008년까지 요코하마의 선수 회장을 3년간 맡으면서 명실공히 팀의 중심 인물이 되는 역할을 했다.

#### 2007년
개막 이후부터 손재주가 있는 타격으로 높은 타율을 유지했고 데뷔 13년 만에 처음으로 올스타전에 출전하였다. 시즌 종반에는 규정 타석에 도달시키기 위해서 2번 타자로 선발 출전하는 일도 있어 처음으로 3할 대의 타율을 기록했다. 어깨 통증도 있어 도루 저지율은 2할 5푼을 남기며 침체되었지만 공격과 수비, 타 구단에도 강한 존재감을 보였다.

#### 2008년
그 해에는 부상으로 인해 결장하는 일이 많아졌고, 팀은 성적 부진으로 침체되기도 했지만 출전 기회를 양보하기도 했다. 허리 통증의 재발도 있어 101경기에 출전한데다가 타율 2할 5푼 4리에 머무르는 등 정규 시즌을 마감했다. 시즌 종료 후 미국 메이저 리그의 진출을 목표로 FA(자유 계약 선수)권을 행사했다. 그러나 메이저 리그 복수의 구단과 교섭하는 것도 계약이 결정되지 않아 결국 2009년 1월 16일부로 도쿄 야쿠르트 스왈로스의 입단을 결정했다. 이 사례는 야쿠르트 구단 역사상 최초로 FA로 보강한 선수가 되었다. 여전히 FA 보상에 대해서는 전력 등의 검토한 결과 금전적인 보상이 되었기 때문에 야쿠르트로부터의 이적한 선수는 없었다.

### 도쿄 야쿠르트 스왈로스 시절

#### 2009년
시즌 개막 이후부터 선발로 출전하는 등 포수 마스크를 착용했고 시즌 중에는 올스타전에도 출전했다. 팀의 클라이맥스 시리즈 진출을 놓고 경쟁이 치열해지고 있는 와중에 9월 28일에는 왼쪽 옆구리 근육 통증을 일으키면서 1군 등록이 말소되었다. 클라이맥스 시리즈에는 부상을 무릅쓰고 출전하였지만 팀은 패했다. 이적 1년차의 시즌 성적은 타율 2할 4푼 7리, 5홈런, 43타점을 기록했다.

#### 2010년
팀내 주전 포수 자리를 계속 차지하면서 개막 초에는 타격 부진에 시달렸지만 타격 상태가 서서히 향상되었다. 타율 2할 대부터 5월에는 3할대까지 성적을 끌어올렸고 타순에서도 주로 6번 타자로 뛰는 등 하위 타선에 머물렀다. 최종적으로는 타율 2할 9푼 3리에다가 6월 4일의 사이타마 세이부 라이온스전부터 6월 6일의 지바 롯데 마린스전까지 본인으로서는 처음으로 3경기 연속 홈런 기록을 세워 개인 최다 성적인 11홈런과 65타점을 기록했다.

#### 2011년
4월 하순부터 팀은 선두 자리를 차지했지만 여름이 시작된 이후부터 팀에서는 부상자가 속출하는 등 우여곡절을 겪었다. 아이카와 자신도 8월 26일의 한신전에서 원 바운드를 한 공을 오른손에 부딪혀 그대로 부상을 당해 1차례는 출장을 보류했지만, 대신에 포수 마스크를 쓰고 있던 두 번째 포수 가와모토 료헤이도 경기 중에 인대가 파열되는 부상을 당했기 때문에 아이카와는 부상을 당한 상태에서 최종전까지 출전을 강행했다. 그 해 정규 시즌에서는 홈런 1개에만 그쳤지만 클라이맥스 시리즈 퍼스트 스테이지의 요미우리전에서는 승리하여 홈런을 치는 등의 활약을 했다. 그러나 팀은 파이널 스테이지인 주니치 드래건스전에서 패했다.

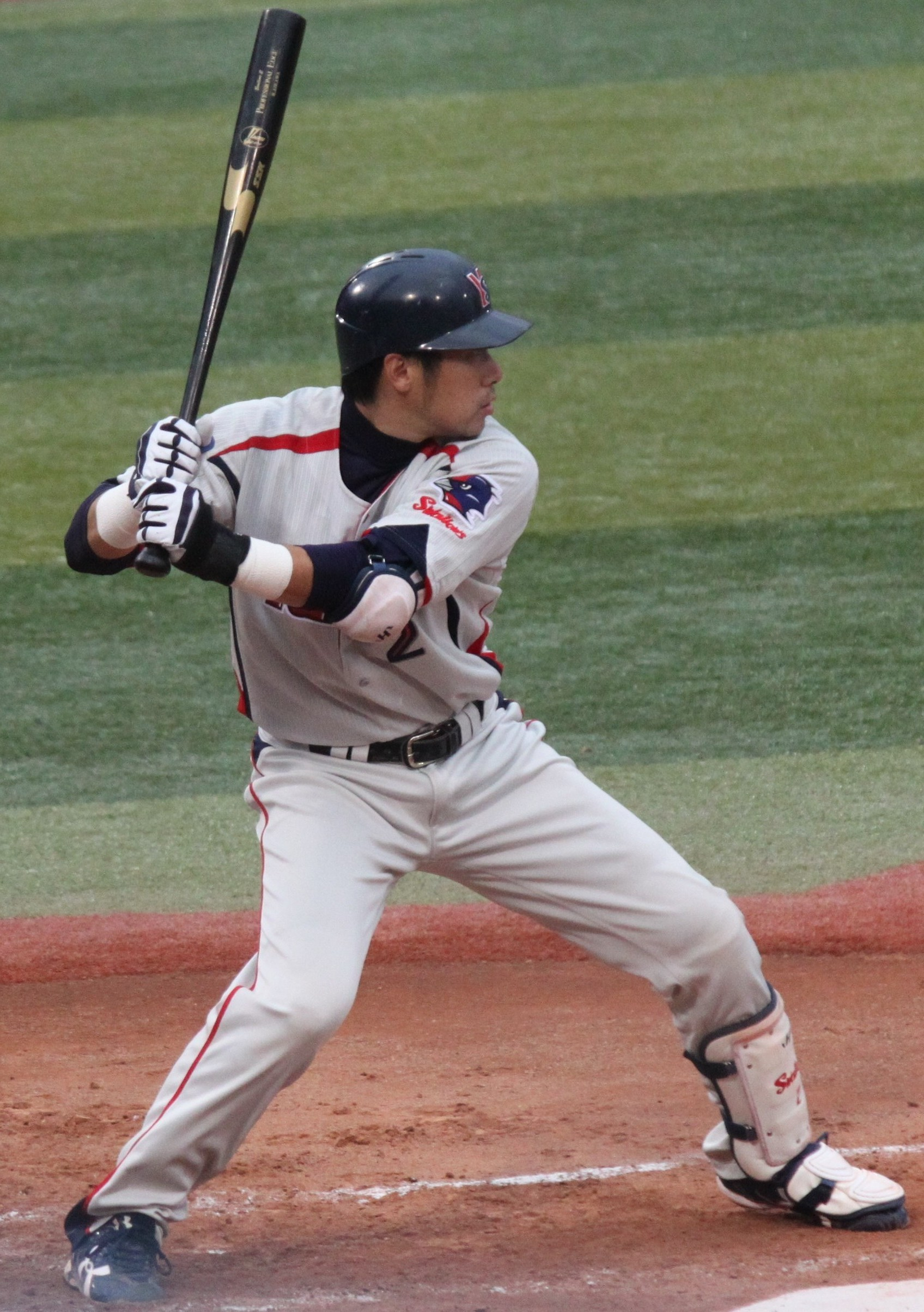
（도쿄 야쿠르트 스왈로스 시절, 2011년 10월 15일、(요코하마 스타디움）

#### 2012년
팀의 주장으로 발탁되었고 4월 12일 요코하마 DeNA 베이스타스전에서는 수비 도중 큰 부상을 당하면서 개막 이후부터 전력에서 이탈되었다. 그 후 부상에서 회복하여 1군에 복귀했지만 8월 16일의 히로시마전에서 또다시 부상을 당하는 등 암울한 시즌을 보냈다.

## 은퇴 후
2014년 시즌까지 도쿄 야쿠르트 스왈로스에서 뛰다가 2015년 시즌에 다시 요미우리 자이언츠에서 2017년 시즌까지 선수생활을 마치고 선수 은퇴를 선언하고 은퇴 후 산케이 스포츠 야구평론가로 활동하고 있다가 2018년 10월 22일에 친정팀 요미우리 자이언츠에 1군 배터리 코치로 역임을 했다가 2021년 시즌 마치고 요코하마 DeNA 베이스타스의 1군 배터리 코치로 부임했다.

## 상세 정보

### 출신 학교
- 도쿄각칸 고등학교

### 선수 경력
프로팀 경력
- 요코하마 베이스타스(1995년 ~ 2008년)
- 도쿄 야쿠르트 스왈로스(2009년 ~ 2014년)
- 요미우리 자이언츠(2015년 ~ 2017년)

지도자 및 기타 경력
- 산케이 스포츠 야구평론가(2018년)
- 요미우리 자이언츠 1군 배터리 코치(2019년 ~ 2021년)
- 요코하마 DeNA 베이스타스 1군 배터리 코치(2022년 ~ )

국가 대표 경력
- 아테네 올림픽 일본 국가대표팀(2004년)
- 2006년 월드 베이스볼 클래식 일본 국가대표팀
- 2013년 월드 베이스볼 클래식 일본 국가대표팀

### 수상·타이틀 경력
- ‘조지아혼’상 : 1회(2010년도 제5회)
- 지바 현 지사상(2004년)
- 이치카와 시민 영예상(2004년)
- 아테네 올림픽 동메달(2004년)

### 개인 기록

#### 첫 기록
- 첫 출장 : 1999년 8월 21일, 대 야쿠르트 스왈로스 19차전(메이지 진구 야구장), 7회말부터 포수로서 출장
- 첫 타석 : 상동, 9회초에 다카쓰 신고 앞에 유격 땅볼
- 첫 안타 : 1999년 9월 3일, 대 한신 타이거스 23차전(요코하마 스타디움), 8회말에 이가라시 히데키의 대타로서 출장, 기요하라 유이치로부터 1루 내야 안타
- 첫 선발 출장 : 1999년 10월 14일, 대 야쿠르트 스왈로스 26차전(메이지 진구 야구장), 7번·포수로서 선발 출장
- 첫 타점 : 2000년 8월 20일, 대 한신 타이거스 1차전(요코하마 스타디움), 1회말에 유후네 도시로로부터 3루 땅볼 사이에 기록
- 첫 홈런 : 2001년 5월 3일, 대 야쿠르트 스왈로스 5차전(메이지 진구 야구장), 7회초에 이노우에 준의 대타로서 출장, 이시이 히로토시로부터 좌월 3점 홈런
- 첫 도루 : 2003년 9월 19일, 대 주니치 드래건스 23차전(요코하마 스타디움), 4회말에 2루 안착(투수 : 노구치 시게키, 포수 : 다니시게 모토노부)

#### 기록 달성 경력
- 통산 1000경기 출장 : 2010년 6월 2일, 대 후쿠오카 소프트뱅크 호크스 4차전(후쿠오카 Yahoo! JAPAN 돔), 7번·포수로서 선발 출장 ※역대 435번째

#### 기타
- 1이닝 2삼진 : 2005년 4월 3일, 대 주니치 드래건스 3차전(나고야 돔)[2]
- 올스타전 출장 : 5회(2007년, 2009년 ~ 2012년)

### 등번호
- 59(1995년 ~ 2003년, 2004년 아테네 올림픽, 2006년 월드 베이스볼 클래식)
- 8(2004년 ~ 2008년)
- 2(2009년 ~ 2014년)
- 23(2015년 ~ 2017년)
- 79(2019년 ~ 2021년)
- 80(2022년 ~ )

### 연도별 타격 성적
| 연 도       | 소 속       | 경 기 | 타 석 | 타 수 | 득 점 | 안 타 | 2 루 타 | 3 루 타 | 홈 런 | 루 타 | 타 점 | 도 루 | 도 루 자 | 희 생 번 | 희 생 플 | 볼 넷 | 고 4 | 사 구 | 삼 진 | 병 살 타 | 타 율 | 출 루 율 | 장 타 율 | O P S |
| ----------- | ----------- | ----- | ----- | ----- | ----- | ----- | ------- | ------- | ----- | ----- | ----- | ----- | -------- | -------- | -------- | ----- | ---- | ----- | ----- | -------- | ----- | -------- | -------- | ----- |
| 1999년      | 요코하마    | 8     | 8     | 8     | 1     | 2     | 0       | 0       | 0     | 2     | 0     | 0     | 0        | 0        | 0        | 0     | 0    | 0     | 1     | 0        | .250  | .250     | .250     | .500  |
| 2000년      | 요코하마    | 39    | 82    | 73    | 6     | 16    | 2       | 0       | 0     | 18    | 7     | 0     | 0        | 3        | 1        | 3     | 0    | 2     | 11    | 2        | .219  | .266     | .247     | .512  |
| 2001년      | 요코하마    | 59    | 70    | 64    | 7     | 15    | 2       | 0       | 2     | 23    | 12    | 0     | 0        | 2        | 3        | 1     | 0    | 0     | 12    | 1        | .234  | .235     | .359     | .595  |
| 2002년      | 요코하마    | 73    | 184   | 174   | 16    | 39    | 6       | 0       | 1     | 48    | 12    | 0     | 1        | 1        | 1        | 6     | 3    | 2     | 34    | 5        | .224  | .257     | .276     | .533  |
| 2003년      | 요코하마    | 70    | 182   | 165   | 16    | 41    | 8       | 1       | 5     | 66    | 14    | 1     | 1        | 5        | 1        | 10    | 5    | 1     | 50    | 1        | .248  | .294     | .400     | .694  |
| 2004년      | 요코하마    | 102   | 323   | 304   | 31    | 80    | 16      | 1       | 8     | 122   | 46    | 3     | 0        | 5        | 1        | 13    | 2    | 0     | 77    | 8        | .263  | .292     | .401     | .693  |
| 2005년      | 요코하마    | 144   | 559   | 498   | 38    | 129   | 20      | 0       | 8     | 173   | 46    | 0     | 2        | 9        | 7        | 39    | 9    | 6     | 90    | 13       | .259  | .316     | .347     | .664  |
| 2006년      | 요코하마    | 119   | 438   | 388   | 36    | 95    | 19      | 0       | 6     | 132   | 39    | 2     | 1        | 9        | 7        | 29    | 10   | 5     | 83    | 11       | .245  | .301     | .340     | .641  |
| 2007년      | 요코하마    | 123   | 450   | 391   | 37    | 118   | 12      | 1       | 2     | 138   | 33    | 0     | 1        | 16       | 1        | 40    | 13   | 2     | 51    | 6        | .302  | .369     | .353     | .722  |
| 2008년      | 요코하마    | 101   | 339   | 306   | 27    | 78    | 5       | 1       | 7     | 106   | 22    | 0     | 1        | 11       | 1        | 19    | 3    | 2     | 52    | 7        | .255  | .302     | .346     | .648  |
| 2009년      | 야쿠르트    | 122   | 446   | 413   | 26    | 102   | 21      | 1       | 5     | 140   | 43    | 2     | 2        | 6        | 3        | 23    | 3    | 1     | 69    | 14       | .247  | .286     | .339     | .625  |
| 2010년      | 야쿠르트    | 120   | 474   | 427   | 44    | 125   | 17      | 2       | 11    | 179   | 65    | 2     | 0        | 6        | 7        | 30    | 4    | 4     | 70    | 8        | .293  | .340     | .419     | .759  |
| 2011년      | 야쿠르트    | 126   | 458   | 409   | 24    | 100   | 14      | 1       | 1     | 119   | 33    | 0     | 0        | 11       | 4        | 30    | 5    | 4     | 62    | 13       | .244  | .300     | .291     | .591  |
| 2012년      | 야쿠르트    | 72    | 244   | 220   | 19    | 54    | 8       | 0       | 1     | 65    | 28    | 0     | 0        | 1        | 2        | 20    | 3    | 1     | 33    | 7        | .245  | .309     | .295     | .604  |
| 통산 : 14년 | 통산 : 14년 | 1278  | 4257  | 3840  | 328   | 994   | 150     | 8       | 57    | 1331  | 400   | 10    | 9        | 85       | 39       | 263   | 60   | 30    | 695   | 96       | .259  | .308     | .347     | .655  |

- 2012년 기준.

### 연도별 수비 성적
| 연도 | 포수 | 포수 | 포수 | 포수 | 포수 | 포수     | 포수   | 포수      | 포수      | 포수      | 포수   |
| 연도 | 경기 | 척살 | 보살 | 실책 | 병살 | 패스트볼 | 수비율 | 도루 시도 | 도루 허용 | 도루 실패 | 저지율 |
| ---- | ---- | ---- | ---- | ---- | ---- | -------- | ------ | --------- | --------- | --------- | ------ |
| 1999 | 6    | 10   | 0    | 0    | 0    | 0        | 1.000  | 2         | 2         | 0         | .000   |
| 2000 | 17   | 95   | 10   | 0    | 0    | 0        | 1.000  | 12        | 6         | 6         | .500   |
| 2001 | 21   | 52   | 4    | 1    | 2    | 1        | .982   | 2         | 2         | 0         | .000   |
| 2002 | 71   | 373  | 23   | 4    | 4    | 5        | .990   | 33        | 26        | 7         | .212   |
| 2003 | 63   | 352  | 26   | 2    | 6    | 1        | .995   | 35        | 19        | 16        | .457   |
| 2004 | 102  | 624  | 44   | 2    | 9    | 2        | .997   | 58        | 40        | 18        | .310   |
| 2005 | 144  | 1067 | 68   | 9    | 11   | 4        | .992   | 89        | 61        | 28        | .315   |
| 2006 | 116  | 825  | 71   | 5    | 13   | 4        | .994   | 81        | 57        | 24        | .296   |
| 2007 | 123  | 865  | 59   | 5    | 4    | 3        | .995   | 80        | 60        | 20        | .250   |
| 2008 | 101  | 575  | 69   | 4    | 8    | 5        | .994   | 75        | 50        | 25        | .333   |
| 2009 | 122  | 747  | 80   | 3    | 9    | 2        | .996   | 75        | 45        | 30        | .400   |
| 2010 | 120  | 828  | 82   | 2    | 11   | 8        | .998   | 85        | 58        | 27        | .318   |
| 2011 | 124  | 846  | 67   | 8    | 9    | 2        | .991   |           |           |           | .333   |
| 2012 | 68   | 394  | 43   | 5    | 5    | 1        | .989   |           |           |           |        |
| 통산 | 1272 | 7653 | 646  | 50   | 91   | 38       | .994   |           |           |           |        |

- 2012년 기준, 굵은 글씨는 시즌 최고 성적.